# Hiramatsu Shu
Hiramatsu Shu (平松 宗 Hiramatsu Shū, sinh ngày 20 tháng 11 năm 1992) là một cầu thủ bóng đá người Nhật Bản hiện tại thi đấu cho V-Varen Nagasaki.

## Sự nghiệp
Sinh ra ở Niigata City, Hiramatsu bắt đầu sự nghiệp với câu lạc bộ quê nhà Albirex Niigata, gia nhập đội bóng lúc 12 tuổi. Anh trải qua hệ thống trẻ và ký bản hợp đồng chuyên nghiệp đầu tiên năm 2014.
Anh có màn ra mắt vào ngày 7 tháng 3 năm 2015 trong thất bại 2-1 tại J1 League trước Sagan Tosu.

## Thống kê câu lạc bộ
Cập nhật đến ngày 23 tháng 2 năm 2018.
| Thành tích câu lạc bộ | Thành tích câu lạc bộ | Thành tích câu lạc bộ | Giải vô địch | Giải vô địch | Cúp                   | Cúp                   | Cúp Liên đoàn | Cúp Liên đoàn | Tổng cộng | Tổng cộng |
| Mùa giải              | Câu lạc bộ            | Giải vô địch          | Số trận      | Bàn thắng    | Số trận               | Bàn thắng             | Số trận       | Bàn thắng     | Số trận   | Bàn thắng |
| Nhật Bản              | Nhật Bản              | Nhật Bản              | Giải vô địch | Giải vô địch | Cúp Hoàng đế Nhật Bản | Cúp Hoàng đế Nhật Bản | J. League Cup | J. League Cup | Tổng cộng | Tổng cộng |
| --------------------- | --------------------- | --------------------- | ------------ | ------------ | --------------------- | --------------------- | ------------- | ------------- | --------- | --------- |
| 2015                  | Albirex Niigata       | J1 League             | 13           | 0            | 2                     | 0                     | 6             | 1             | 21        | 1         |
| 2016                  | Albirex Niigata       | J1 League             | 7            | 0            | –                     | –                     | 4             | 0             | 11        | 0         |
| 2016                  | Mito HollyHock        | J2 League             | 22           | 4            | 0                     | 0                     | –             | –             | 22        | 4         |
| 2017                  | Albirex Niigata       | J1 League             | 2            | 0            | 1                     | 1                     | 6             | 0             | 9         | 1         |
| 2017                  | V-Varen Nagasaki      | J2 League             | 12           | 3            | –                     | –                     | –             | –             | 12        | 3         |
| Tổng                  | Tổng                  | Tổng                  | 56           | 7            | 3                     | 1                     | 16            | 1             | 75        | 9         |